# Psammoecus raffrayi
Psammoecus raffrayi es una especie de coleóptero de la familia Silvanidae.

## Distribución geográfica
Habita en Singapur y en Sri Lanka.